# Phoenix (cépage)
Pour les articles homonymes, voir Phoenix.
Le phoenix est un cépage de raisins blancs d'origine allemande.

## Origine et répartition géographique
Le phoenix est une obtention de Gerhardt Alleweldt en croisant Bacchus x Villard blanc dans les installations du Institut für Rebenzüchtung Geilweilerhof à Siebeldingen (Palatinat) en Allemagne. Le cépage fait partie de la liste des classements de cépages pour la production de vin suivant l’Article 20 du règlement (CE) n° 1227/200.
La superficie planté est de 29 hectares. Le vin blanc est légèrement musqué.

## Synonymes
Le phoenix est connu sous les noms Zuchtnummer Gf. Ga-49-22 et Geilweilerhof Ga-49-22